# Бондарі (Коростенський район)
Бондарі́ — село в Україні, в Овруцькій міській територіальній громаді Коростенського району Житомирської області. Кількість населення становить 960 осіб (2001). У 1925—2017 роках — адміністративний центр однойменної сільської ради.

## Географія
Лежить на лівому березі річки Норинь, за 17 км південно-західніше Овруча та 2 км від залізничної станції Хайчнорин.

## Населення
В кінці 19 століття кількість населення становила 635 осіб, дворів — 109.
Відповідно до результатів перепису населення Російської імперії 1897 року, загальна кількість мешканців села становила 689 осіб, з них: православних — 676, чоловіків — 358, жінок — 331.
У 1906 році — 779 жителів та 162 двори. Станом на 1923 рік в поселенні нараховано 183 двори та 1 038 мешканців.
Станом на 1972 рік кількість населення становила 1 176 осіб, дворів — 315.
Відповідно до результатів перепису населення СРСР, кількість населення, станом на 12 січня 1989 року, становила 1 071 особу. Станом на 5 грудня 2001 року, відповідно до перепису населення України, кількість мешканців села становила 960 осіб.

## Історія
В селі та поблизу виявлено поселення часів неоліту з майстернею обробки кременю, поселення епохи бронзи та часів Київської Руси.
У 1628 році належало до новонабутих маєтностей київського підкоморія Стефана Немирича, котрий платив звідти за 8 димів, 6 убогих, 4 городи, 3 рудні та 3 ремісників. Раніше входило, разом з Фоснею, до надушанського ключа Овруцького замку, з центром у Гошеві. У 1686 році — власність Мар'яни з Немиричів. Згадується в люстрації Овруцького замку 1754 року, як село, що сплачувало 6 злотих 1,5 гроша до замку та 24 злотих 6 грошів на міліцію.
В кінці 19 століття — село Норинської волості Овруцького повіту, над річкою Норинь, за 13 верст від Овруча. Входило до православної парафії в Норинську (1 верста).
У 1906 році — сільце Норинської волості (3-го стану) Овруцького повіту Волинської губернії. Відстань до повітового центру, м. Овруч, становила 14 верст, до волосного центру, с. Норинськ — 1 версту. Найближче поштово-телеграфне відділення розташовувалося в м. Овруч.
У 1923 році увійшло до складу новоствореної Збраньківської сільської ради, котра, від 7 березня 1923 року, стала частиною новоутвореного Лугинського району Житомирської (згодом — Волинська) округи. Розміщувалося за 29,5 версти від районного центру, містечка Лугини, та за 2 версти — від центру сільської ради, с. Збраньки. 21 жовтня 1925 року увійшло до складу Бондарівської сільської ради Лугинського району, адміністративний центр ради. 25 січня 1926 року, складі сільської ради, передане до Овруцького району Коростенської округи.
На фронтах Другої світової війни воювали 200 селян, 175 з них нагороджені орденами й медалями, 125 загинули. На їх честь у 1965 році споруджено обеліск Слави.
В радянські часи в селі розміщувалася центральна садиба колгоспу, котрий мав у користуванні 1 808 га угідь, в тому числі 1 149 га ріллі. Колгосп вирощував жито, пшеницю, льон, картоплю та овочі, мав розвинуте тваринництво м'ясо-молочного напрямку. Біля села був щебеневий завод. В селі працювали середня школа, клуб, бібліотека, фельдшерсько-акушерський пункт.
23 липня 1991 року, відповідно до постанови Кабінету Міністрів Української РСР № 106 «Про організацію виконання постанов Верховної Ради Української РСР…», село віднесене до зони гарантованого добровільного відселення (третя зона) внаслідок аварії на Чорнобильській АЕС.
13 квітня 2017 року село увійшло до складу новоствореної Овруцької міської територіальної громади Овруцького району Житомирської області. Від 19 липня 2020 року, разом з громадою, в складі новоствореного Коростенського району Житомирської області.